# RKM Music
Pour les articles homonymes, voir RKM.
RKM Music est un label de jazz indépendant créé en 2002 par Ravi Coltrane (fils de John Coltrane et Alice Coltrane), sa femme, Kathleen Hennessy et le saxophoniste Michael McGinnis. Le nom du label est un acronyme composé de la première lettre de chacun de leurs prénoms.

## Liste des enregistrements
- 2002: Ralph Alessi, This Against That'
- 2003: Ralph Alessi, Vice & Virtue'
- 2003: Michael McGinnis, Tangents
- 2004: Luis Perdomo, Focus Point
- 2006: David Gilmore, Unified Presence
- 2007: Graham Haynes, Full Circle
- 2007: Robin Eubanks, Live, Vol. 1
- 2007: Debbie Deane, Grove House
- 2008: Ralph Alessi and Modular Theater, Open Season
- 2009: Gerry Gibbs & The Thrasher Band, Moving On